# Société des Templiers
Pour les articles homonymes, voir Templiers (homonymie).
 (septembre 2007).
Si vous disposez d'ouvrages ou d'articles de référence ou si vous connaissez des sites web de qualité traitant du thème abordé ici, merci de compléter l'article en donnant les références utiles à sa vérifiabilité et en les liant à la section « Notes et références ».

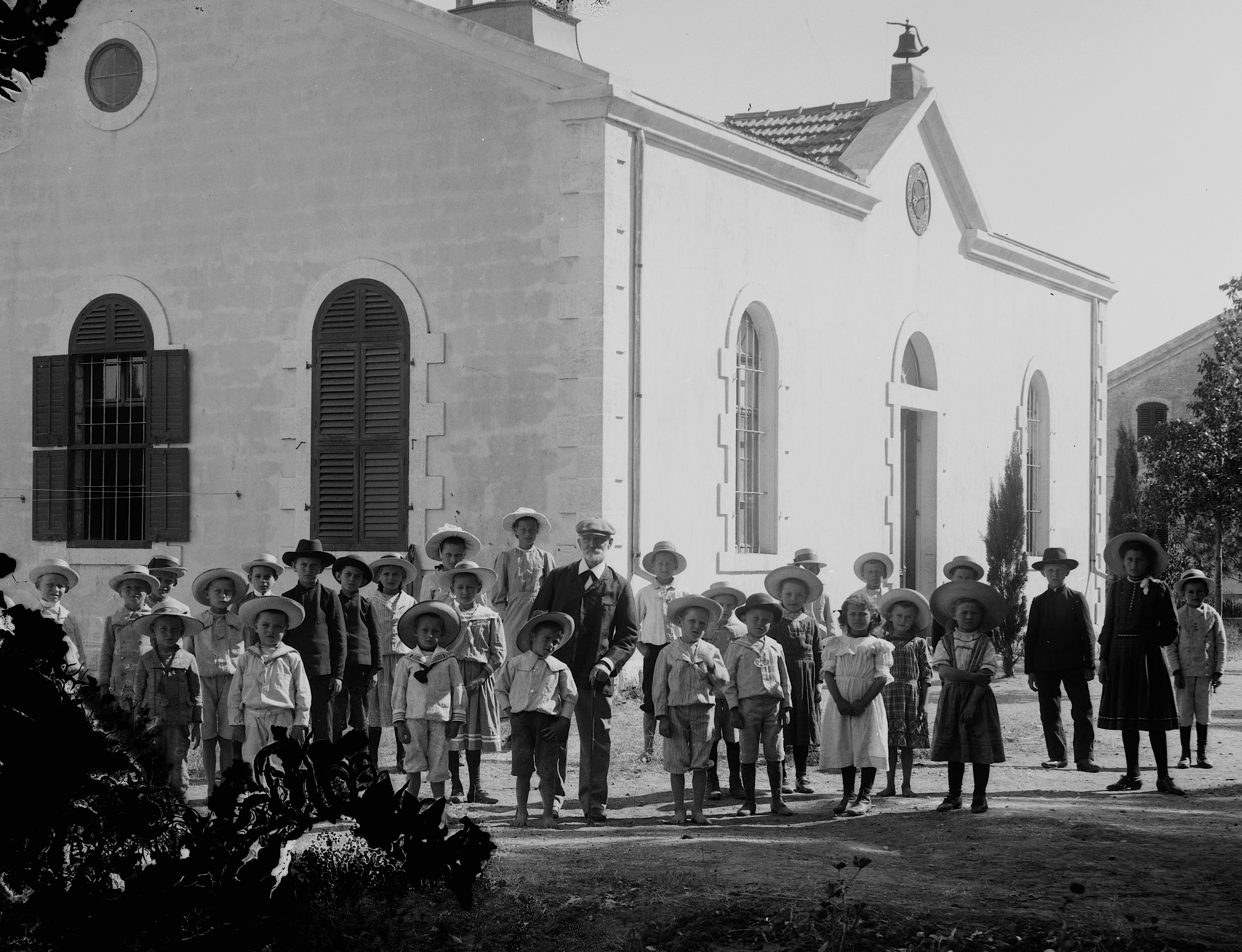
Enfants de Templiers devant l'école de Wilhelma.

La Société des Templiers (Tempelgesellschaft en allemand), fondée au milieu du XIXe siècle par Christoph Hoffmann dans le royaume de Wurtemberg, est un courant religieux protestant d'Allemagne. Ses membres prônent le retour aux sources du christianisme et la création d'implantations urbaines et agricoles en Terre sainte. En 1858, les Templiers sortent officiellement de l'Église luthérienne et fondent la Société des Templiers, comptant alors cinq mille membres.
La Société des Templiers n'a rien à voir l'ordre du Temple du Moyen Âge ni avec la Société du Temple, société libertine active en France au XVIIIe siècle. Son nom provient du Nouveau Testament, en particulier des Actes des Apôtres, où ceux qui suivent le Christ sont comparés à des « pierres vivantes » du temple de Dieu. Cependant, ils ne reconnaissent pas la nature divine de Jésus-Christ, sont anabaptistes, et ne reconnaissent aucun sacrement. Toutefois, ils permettent dans une certaine mesure la double dénomination de leurs membres, selon leur conscience. Les communautés sont dirigées par des Anciens qui organisent les services religieux dans les chapelles de la Société. C'est un courant protestant en partie rattaché à l'organisation de l'Église libre.

## Historique

### Les débuts

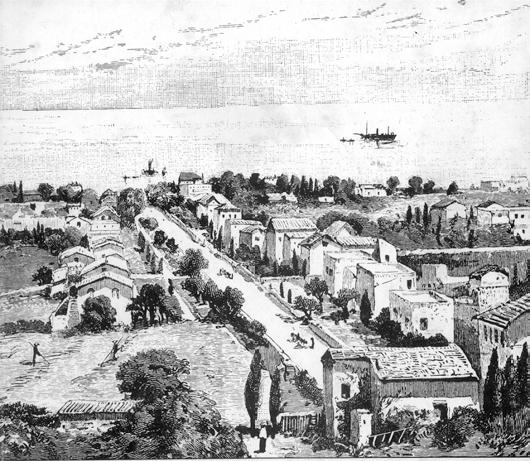
La colonie allemande (ou le quartier allemand) de Haïfa en 1875.

Les templiers fondent une première communauté près d'Erstetten à Kirschenhardthof en 1856, mais elle reçoit un mandat d'expulsion en 1860. Une branche américaine est fondée à Buffalo auprès d'émigrants allemands.
En 1866, les Templiers tentent vainement de s'installer dans la Vallée de Jezreel, mais la malaria, qui en tue quelques-uns, les décourage. Hoffmann et d'autres Templiers partent enfin pour la Terre sainte, le 26 juillet 1868. En 1869, ils fondent une implantation dans la banlieue de Haïfa et une seconde dans celle de Jaffa, connues plus tard sous le nom de "quartiers allemands". Le quartier allemand de Jaffa s'installe à l'emplacement de l'ancien "quartier américain", fondé quelques années auparavant par des adventistes originaires des États-Unis. Les Templiers ouvrent un hôpital dirigé par le docteur Gottlob Sandel. En 1872, la Société des Templiers fonde un village agricole près de Jaffa du nom de Sarona (emplacement actuel du quartier général de Tsahal). En 1878, elle crée le quartier allemand de Jérusalem avec son lycée, le Lyceum Tempelstift,  puis en 1892 le village de Walhalla, près de Jaffa, et en  1902 le village de Wilhelma près de Lod. En 1906 et 1907, les Templiers fondent encore deux implantations; Bethléem de Galilée et Waldheim en Haute Galilée (celle-ci étant fondée par des Templiers revenus à l'Église luthérienne-évangélique). De nouveaux Templiers issus de l'Empire russe (notamment de Wohldemfürst) les rejoignent au début du siècle. Malgré leur faible nombre dans le pays, les Templiers n'en contribuent pas moins au développement des techniques modernes agricoles en Terre d'Israël. Ils sont les premiers en Palestine à se servir de machines agricoles et à employer les engrais chimiques. À la déclaration de la Première Guerre mondiale, la Palestine abrite 1 200 Templiers, mais avec l'invasion britannique, huit cent cinquante sont internés au camp d'Helouan, près du Caire à partir de juillet 1918 et trois cent-cinquante d'entre eux sont expulsés du pays en direction de l'Allemagne, en avril 1920. Après la conférence de San Remo, Lord Curzon autorise les Templiers en juillet 1920 à venir se réinstaller dans le pays. La Grande-Bretagne est reconnue officiellement comme mandataire en 1922 par la Société des Nations, ce qui est confirmé par le traité de Lausanne en 1923. Les Templiers reçoivent du mandataire 50 % de remboursement du prix de leur bétail et de leurs propriétés. La Banque de la Société du Temple, fondée en 1925 à Jaffa, devient une des principales institutions de crédit de Palestine. Elle a une filiale à Jérusalem et une autre à Haïfa.

### Après 1920
Les Templiers de Palestine sont au nombre de 1 324 en 1925 :
- 393 dans la région de Haïfa
- 98 à Bethléem de Galilée
- 235 dans la région de Jaffa
- 225 à Sarona
- 215 à Wilhelma
- 158 à Jérusalem

La Société ouvre une école secondaire à Jérusalem en 1928 pour la préparation de l'Abitur et l'entrée aux universités allemandes.
Les Templiers réinstallés en Palestine entretiennent des relations régulières avec leur pays d'origine, l'Allemagne. Un club des Templiers ouvre à Stuttgart en 1932. Avec l'arrivée des Nazis, nombre de Templiers de Palestine, et principalement les jeunes, adhèrent au parti national-socialiste et espionnent le pays pour le compte de l'Allemagne. En 1932, le parti nazi est implanté en Palestine. 17 % des Templiers sont membres du parti en 1938, surtout les jeunes qui se détournent de la foi de leur pères, jugée comme naïve, alors que les générations plus âgées y sont hostiles.
Les jeunes templiers ralliés au national-socialisme participent, aidés par des groupes armés arabes, aux événements sanglants de 1936-1939, fomentés à l'encontre des membres du Yishouv.
Avec la déclaration de la Seconde Guerre mondiale, tous les membres de la Société des Templiers (deux mille personnes) sont arrêtés par les Britanniques et rassemblés dans les quatre colonies de Sarona,  Wilhelma, Waldheim et Bethléem de Galilée entourées de fils de fer barbelés, de miradors et de gardes, tandis que les hommes jeunes sont internés à Saint-Jean d'Acre. En juillet 1941, six-cent soixante-cinq d'entre eux sont expulsés vers l'Australie au camp d'internement de Tatura. En 1942, trois-cent-trente Templiers restés en Palestine sont échangés contre des Juifs allemands et partent pour l'Allemagne. Il ne reste que quelques centaines de Templiers après la guerre en Palestine. Gotthilf Wagner, dernier maire de Sarona, est assassiné par un groupe de sionistes le 22 mars 1946 dans sa voiture à Tel-Aviv. Les internés de Tatura sont libérés en 1947. Il ne leur sera jamais permis quelque réinstallation que ce soit en Israël, ceux restés en Israël sont expulsés juste avant la création du nouvel État, après l'assassinat de deux d'entre eux. La plupart des Templiers s'installent en Australie.
Les propriétés foncières laissées dans le pays par la Société des Templiers seront prises en compte dans le cadre des arrangements conclus après la guerre entre l'Allemagne et l'État d'Israël.
Ils étaient deux mille en 2006, mille trois-cents en Australie et sept-cents en Allemagne. La société fait partie depuis 1976 de l'union pour la Chrétienté libre (Bund für Freies Christentum), fondée en 1948, dont Albert Schweitzer (1875-1965) fut le premier président d'honneur. Son siège en Allemagne est à Degerloch, près de Stuttgart. Elle a une autre communauté à Filderstadt. Les Templiers sont installés en Australie en cinq communautés : à Melbourne-Bayswater, Melbourne-Bentleigh, Sydney, Tanunda et dans l'État de Victoria.

## Présidents en Palestine
- Christoph Hoffmann 1855-1884
- Christoph Paulus 1884-1890
- Christoph Hoffmann II 1890-1911
- Christian Rohrer 1911-1935
- Philipp Wurst 1935-1941
- Nikolai Schmidt 1941-expulsion

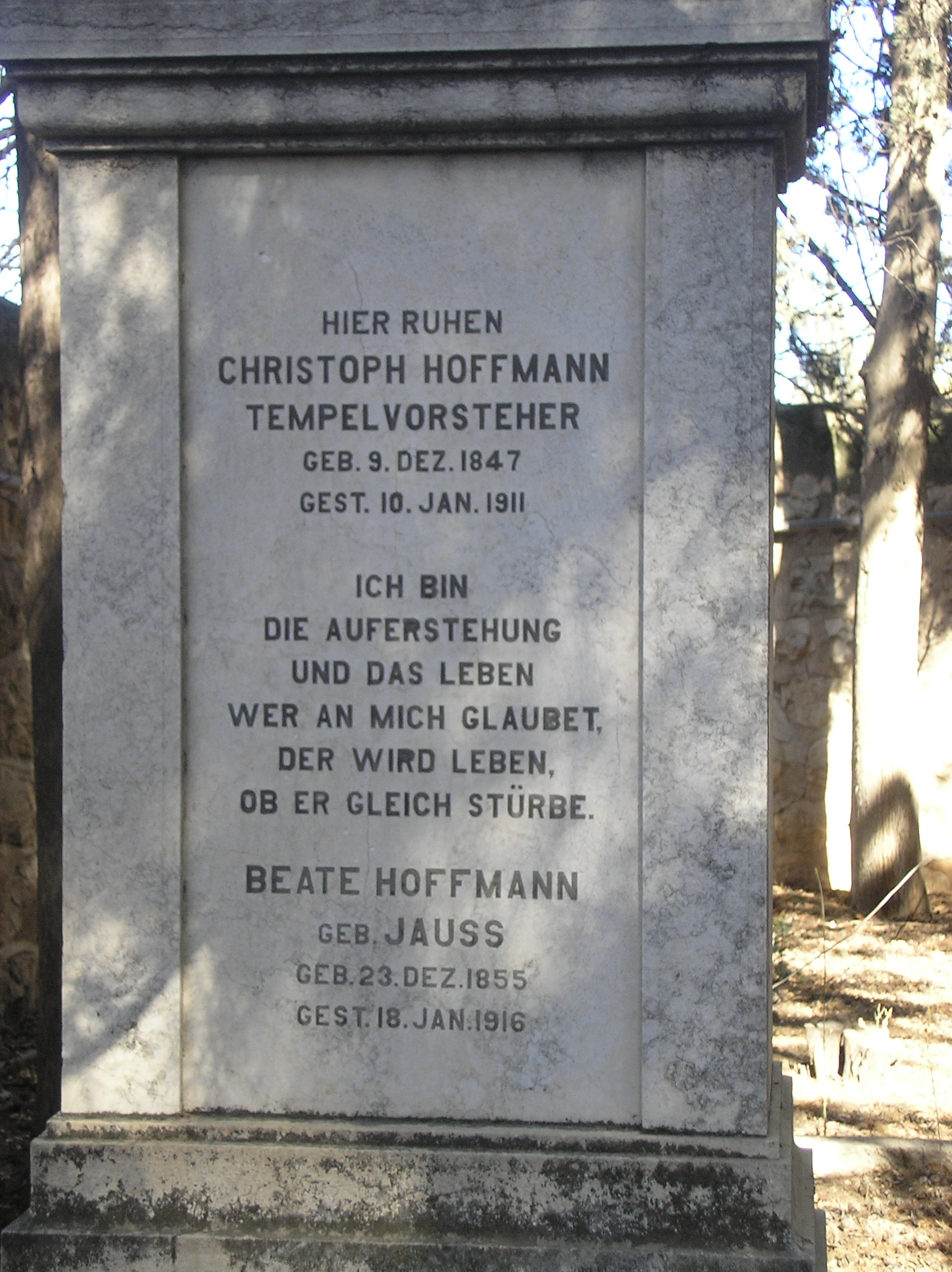
Tombe de Chrisoph Hoffmann II au cimetière des Templiers à Jérusalem.

Aujourd'hui en Australie, la Société est dirigée depuis 2007 par le Dr Rolf Beilharz.

## Notes et références

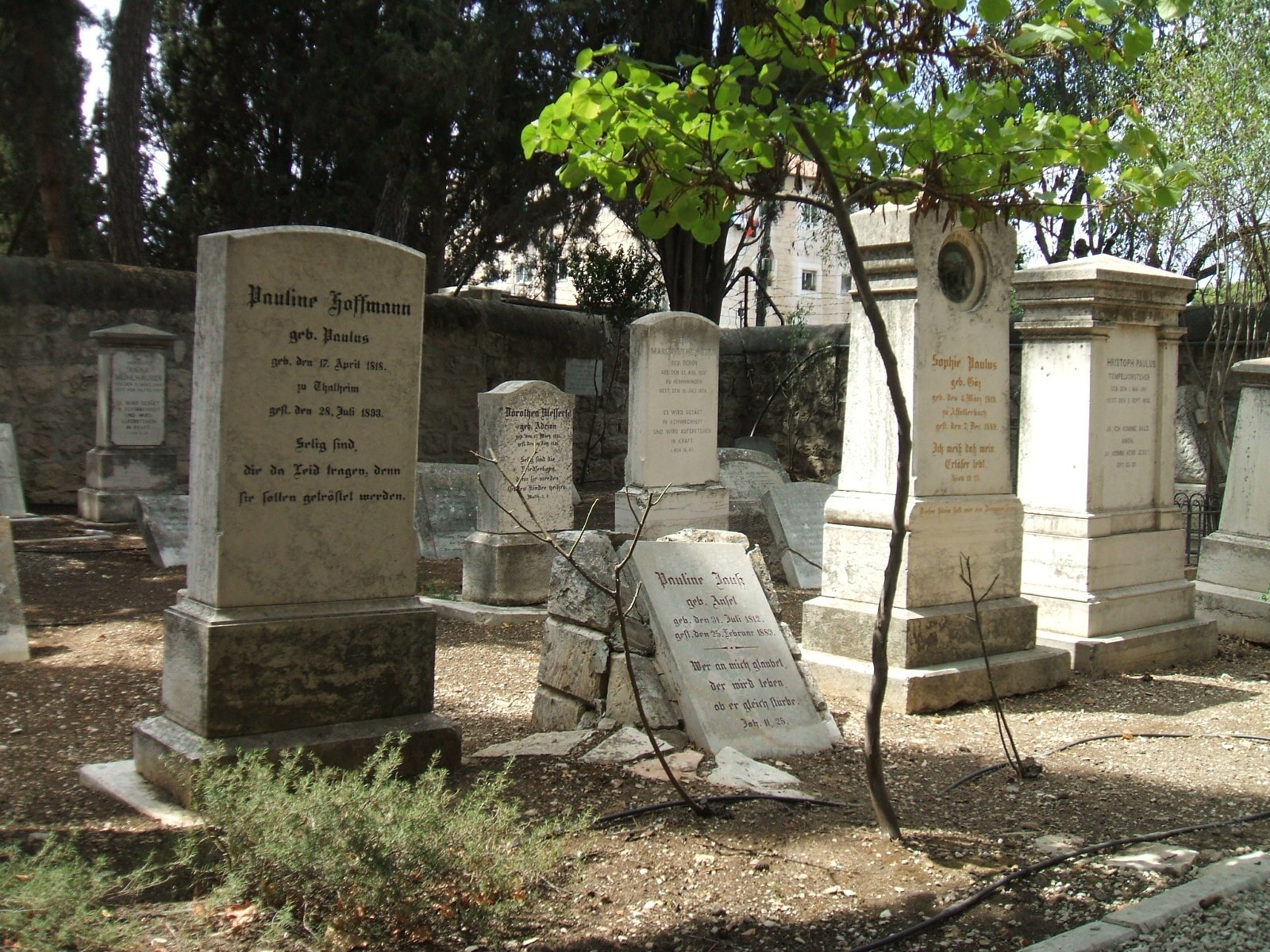
Le cimetière de la Société du Temple, dans le quartier allemand de Jérusalem.